# Michael Düren

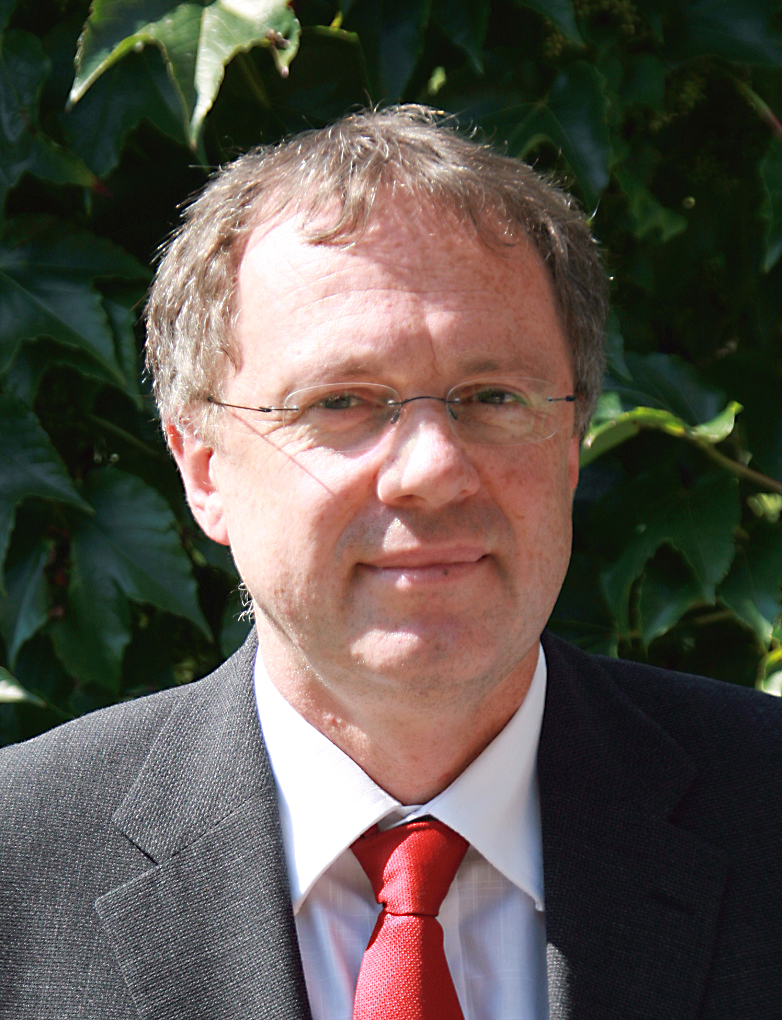
Michael Düren (2014)

Michael Düren (* 20. April 1957 in Birkesdorf) ist ein deutscher Physiker. Seine Arbeitsschwerpunkte sind die Teilchenphysik und die Energiewende. Im Rahmen von DESERTEC setzt er sich für eine extensive Bereitstellung von Solar- und Windstrom in energiereichen Standorten der Welt ein.

## Leben
Düren studierte Physik und Mathematik an der Rheinisch-Westfälischen Technischen Hochschule Aachen, wo er im Bereich der experimentellen Elementarteilchenphysik 1983 sein Diplom und 1987 seine Promotion abschloss. Er arbeitete als wissenschaftlicher Mitarbeiter anschließend am Max-Planck-Institut für Kernphysik in Heidelberg und an der Friedrich-Alexander-Universität Erlangen-Nürnberg, wo er sich 1996 habilitierte und bis 1999 als Privatdozent tätig war. In den Jahren von 1999 bis 2001 hatte er Lehrstuhlvertretungen an der Universität Bayreuth inne und wurde 2001 zum Professor an die Justus-Liebig-Universität Gießen berufen.
Als Kriegsdienstverweigerer leistete Düren seinen Zivildienst von 1977 bnis 1978 in einer Schule für geistig behinderte Menschen. Heute ist er selber Vater eines Sohnes mit Down-Syndrom.

## Teilchenphysik
Düren forscht auf dem Gebiet der experimentellen Teilchenphysik. Ein Schwerpunkt seiner wissenschaftlichen Arbeit ist die Untersuchung des Aufbaus von Materie aus Quarks und Gluonen. Als Diplomand forschte er über die damals neu entdeckten Teilchenjets aus Quarks und Gluonen in der tiefinelastischen Myon-Proton Streuung bei den NA2- und NA9-Experimenten der European Muon Collaboration (EMC) am CERN in Genf. Im Rahmen seiner Promotion fokussierte er sich auf die Analyse des EMC-Effekts, der im NA2 Experiment entdeckt wurde. Der EMC-Effekt bildet ein wichtiges Bindeglied zwischen der Physik der Quarks und Gluonen und den Modellvorstellungen in der Kernphysik und ist bis heute nicht eindeutig verstanden.
Ab 1989 arbeitete Düren maßgeblich am Design und der Realisierung des Hermes Experiments am DESY in Hamburg, über das er 1996 habilitierte. Hauptaufgabe von HERMES war die Messung der Spinverteilungen der Up-, Down- und Strange-Quarks im Nukleon. Düren war maßgeblich am Bau des HERA-Polarimeters und des Rückstoßdetektors von HERMES beteiligt und war zeitweise Software- und Physikanalysekoordinator der Kollaboration.
Ab 2006 arbeitet Düren an der Entwicklung eines neuartigen DIRC Detektors für das PANDA-Experiment am GSI / FAIR Beschleunigerzentrum in Darmstadt. Ferner beteiligte er sich an dem Bau des ALFA-Subdetektors des ATLAS-Experiments am CERN zur Messung hochenergetischer elastischer Proton-Proton-Streuung.

## Positionen zur Energiewende
Düren tritt durch Öffentlichkeitsarbeit für die Zivilgesellschaft in Erscheinung. Seine Aktivitäten umfassen Schülerprojekte, Hochbegabtenförderung, Lehrerfortbildung und vielfältige öffentliche Auftritte. Er vertritt dabei das Ziel, die am CERN praktizierte, zielorientierte und dennoch demokratisch ablaufende Organisation einer internationalen, interkulturellen und diversen Gemeinschaft von Wissenschaftlern möglichst auch auf die gesamte Zivilgesellschaft zu übertragen.
Bereits in den Jahren von 1983 bis 1987 war Düren zusammen mit Ranga Yogeshwar Co-Organisator einer interdisziplinären Ringvorlesung „Verantwortung für den Frieden“ an der RWTH Aachen. 1998 hielt er an der Universität Erlangen-Nürnberg seine erste Vorlesung zu Klimawandel und Energie: „Die Energiefrage – physikalische Grundlagen und gesellschaftliche Bedürfnisse“. 2007 gründete er die Arbeitsgruppe SEPA „Solarenergiepartnerschaft zwischen Afrika und Europa“ an der Universität Gießen und koordinierte Austauschprojekte mit dem Senegal. 2008 war er Gründungsmitglied der DESERTEC Foundation und wurde 2011 zum Koordinator des akademischen Netzwerks der DESERTEC Stiftung ernannt. 2013 war er Gründungsmitglied des DESERTEC University Network e. V. als Kooperationsmodell für nordafrikanische Universitäten und Forschungszentren im Bereich erneuerbarer Energien. Seit 2019 ist Düren im Vorstand des Zentrum für internationale Entwicklungs- und Umweltforschung (ZEU) der Universität Gießen und seit 2020 im Vorstand des Arbeitskreises Energie an der Deutschen Physikalischen Gesellschaft.

## Ehrungen
2021 wurde Düren der Robert-Wichard-Pohl-Preis zugesprochen „In Würdigung seiner Experimente auf dem Gebiet der Teilchen- und Hadronenphysik sowie für sein unermüdliches und vielfältiges Engagement als Wissenschaftsvermittler in der Zivilgesellschaft und sein kompetentes Werben für eine globale Energiewende.“

## Schriften (Auswahl)
- Michael Düren: Understanding the Bigger Energy Picture – DESERTEC and Beyond. Springer Verlag, 2017, ISBN 978-3-319-57966-5 (englisch).